# Jewgeni Aramowitsch Abramjan

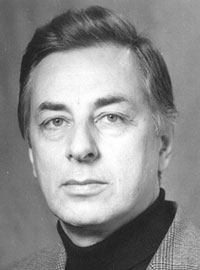
Jewgeni Abramjan

Jewgeni Aramowitsch Abramjan (russisch Евгений Арамович Абрамян; * 3. August 1930 in Tiflis; † 23. Dezember 2014 in Moskau) war ein sowjet-georgischer Ingenieur, Physiker und Autor.

## Leben
Abramjan ging in Tiflis zur Schule und studierte Physik an der Staatlichen Technischen Universität Moskau. Er war als Physiker unter anderem von 1953 bis 1958 am Kurtschatow-Institut in Moskau, am Budker-Institut für Kernphysik, an der Staatlichen Technischen Universität Nowosibirsk in Nowosibirsk von 1962 bis 1972 und an der Akademie der Wissenschaften der UdSSR in Moskau tätig. Als Autor verfasste er mehrere Bücher zur Physik sowie zur Gestaltung der Zukunft auf der Erde.

## Werke (Auswahl)
- mit G.I. Budker, G.V. Glagolev, A.A. Naumov: Betatron With Spiral Accumulation of Electrons. Journal of Technical Physics, 1965, Vol. 35, No. 4. (russisch)
- On Possibilities of Transformer Type Accelerators. Nucl. Instrum. and Methods. 1968. Vol.59, №1.P.22-28
- mit S.B. Vasserman, V.A. Tsukerman et al.: Short Pulse High Intensity Hard X-Ray Generator. Proceedings of the Russian Academy of Sciences, 1970, Vol. 192, No. 1. (russisch)
- The Generation of Intensive Relativistic Electron Beams. The Gordon Conference on Plasma Physics, Seattle, June 1970, USA
- mit A.N. Sharapa: Experiments on the Electron Beam Energy Recuperation. Laboratory Equipment and Techniques, 1971, No. 2. (russisch)
- V.A.Gaponov. An Electron Tube. Patent №387667 (England), 1972
- High-Voltage Pulse Generators of the Base of the Shock Transformer. Pulsed Power Conf. Lubbock, USA, 1976
- mit B.A. Alterkop, G.D. Kuleshov: Report on the 2nd Intern. Topic. Conf. on High Power Electron and Ion Beam Res. and Technology. Ithaca, USA, 1977
- Industrial Electron Accelerators. Atomic Energy Review. Ausgabe 16, №3, 1978
- E.E.Finkel. Electron Beam in Cable Engineering. Trans. 2nd Intern. Meet. Rad. Proc. Miaimi, 1978
- mit B.A. Alterkop, G.D. Kuleshov: Energy Transmission in Electron Beam: Problems and Prospects. Electricity Journal, 1983, Nr. 7. (russisch)
- mit B.A. Alterkop, G.D. Kuleshov: High Intensity Electron Beams: Physics, Engineering, Applications. Energoatomizdat, 1984. (russisch)
- Industrial Electron Accelerators and Applications. Energoatomizdat, 1986. (russisch)
- Industrial Electron Accelerators and Applications. New York: Hemisphere Publishing Corp., 1988. (englisch)
- How Long Are We Expected to Live? Analysis of the World Situation and Prospects for the Future. Terika, 2006. (russisch)
- The Destiny of Civilization. What Awaits Us in the 21st Century. — М.: Terika, 2007. (russisch)
- Civilization in the 21st Century. Analysis of the World Situation and Prospects for the Future. Terika, 2008. (russisch)
- Civilization in the 21st Century. Analysis of the World Situation and Prospects for the Future. (englisch)

## Preise und Auszeichnungen (Auswahl)
- Stalinpreis
- Ehrenzeichen der Sowjetunion